# Erebia arete
Erebia arete är en fjärilsart som beskrevs av Fabricius 1787. Erebia arete ingår i släktet Erebia och familjen praktfjärilar. Inga underarter finns listade i Catalogue of Life.